# IC 1872
IC 1872 bezeichnet im Index-Katalog vier scheinbar dicht beieinander liegende Sterne im Sternbild Perseus. Der Katalogeintrag geht auf eine Beobachtung des Astronomen Friedrich Bidschof im Februar 1891 zurück.